# Wielka misja Maxa Keeble’a
Wielka misja Maxa Keeble’a (ang. Max Keeble's Big Move) – amerykański film familijny z 2001 roku w reżyserii Tima Hilla.

## Obsada
- Alex D. Linz – Max Keeble
- Larry Miller – Dyrektor Elliot T. Jindraike
- Zena Grey – Megan
- Josh Peck – Robert
- Robert Carradine – Don Keeble
- Jamie Kennedy – Zły człowiek od lodów
- Nora Dunn – Lily Keeble
- Noel Fisher – Troy McGinty
- Orlando Brown – Dobbs